# Rimrock Lake
Der Rimrock Lake ist ein Stausee am Tieton River im Yakima County im US-Bundesstaat Washington.
Der See dient als Reservoir für das Yakima Project, ein Bewässerungsprojekt des United States Bureau of Reclamation. Die Staumenge und der Abfluss werden vom Tieton Dam reguliert, einem 97 m hohen Bauwerk aus dem Jahr 1925. Die Staumenge im Rimrock Lake beträgt 244 Mio. m³.
Vom Rimrock Lake aus stromauf wird der Tieton River vom Clear Creek Dam gestaut, der ebenfalls Teil des Yakima Project ist. Etwa 13 km stromab vom Rimrock Lake the Tieton River wird vom Fluss durch den Tieton Diversion Dam Wasser abgezweigt, um es in den Tieton Main Canal zu leiten. Der Kanal versorgt Bewässerungssysteme der Tieton Division des Yakima Project, wobei der Überschuss und die Abflüsse der Landwirtschaftsflächen in den Ahtanum Creek, westlich von Yakima, geleitet werden.